# ヒラリー・ジョンソン
ヒラリー・ジョンソン（Hilary Johnson, 旧姓：ハウ (Howe)、1998年6月16日 - ）は、カナダの女子バレーボール選手。カナダ代表。

## 来歴

### クラブチーム
カルガリー出身。トリニティ・ウェスタン大学を卒業後の2021年、フランスのBéziers Volleyに入団し、2021/22シーズンのフランスリーグ、欧州チャンピオンズリーグに出場した。2022年、ドイツのLadies in Black Aachenに移籍し、2022/23シーズンのドイツブンデスリーガ、ドイツカップに出場した。2023年7月、ポーランドのMOYAラドムカ・ラドムへの移籍が発表され、1年間プレーした。2024年5月、トルコのアイドゥン・ブユクシェヒル・ベレディイェスポルに移籍し、2024/25シーズンのトルコリーグに出場した。2025年3月、来季からブラジルのジェルダウ・ミナスでプレーする予定であることが報道された。

### 代表チーム
2019年、シニア代表に初選出された。2022年、世界選手権に出場した。2023年、パリ五輪予選に出場した。2024年、ネーションズリーグに出場した。

## 球歴
- 世界選手権 - 2022年
- ネーションズリーグ - 2021年、2022年、2023年、2024年、2025年
- 北中米選手権 - 2019年、2021年、2023年

## 所属クラブ
- トリニティ・ウェスタン大学（2017-2021年）
- Béziers Volley（2021-2022年）
- Ladies in Black Aachen（2022-2023年）
- MOYAラドムカ・ラドム（2023-2024年）
- アイドゥン・ブユクシェヒル・ベレディイェスポル（2024-2025年）
- ジェルダウ・ミナス（2025年-）